# O Casamento dos Trapalhões
O Casamento dos Trapalhões é um filme de comédia romântica brasileiro de 1988, dirigido por José Alvarenga Júnior, estrelado pelo grupo humorístico Os Trapalhões. A história é vagamente baseada no filme estadunidense Sete Noivas para Sete Irmãos, de 1954. O elenco ainda conta Nádia Lippi, Grupo Dominó e José de Abreu nos demais papéis principais.
A abertura do filme conta com uma animação dos Trapalhões, com duração de 2 minutos e 34 segundos, produzida por César Sandoval, da Sketch Filmes. Os mesmos desenhos foram vistos na abertura do filme anterior, Os Fantasmas Trapalhões, porém de forma inanimada.

## Sinopse
Os irmãos Didi, Dedé, Mussum e Zacarias, são pessoas simples que vivem em uma grande fazenda repleta de animais no interior do Estado de São Paulo em meio a muita sujeira e bagunça. Sentindo que ali ainda falta algo, Didi visita uma cidade próxima em busca de uma noiva. Durante uma confusão em um bar, provocada pelo encrenqueiro Expedito (vivido por José de Abreu), Didi se apaixona pela garçonete Joana (Nádia Lippi). Eles se casam e quando chegam à fazenda, ela fica apavorada com a sujeira na casa e a falta de modo dos irmãos de Didi, mas mesmo assim, resolve ficar. A irmã dos trapalhões lhes escreveu uma carta pedindo para que deixem seus sobrinhos, os integrantes do Grupo Dominó passarem um período na fazenda, pois os garotos iriam se apresentar no show de rodeio da cidade. Dedé, Mussum e Zacarias, acompanhados de Didi e Joana vão então para a cidade para assistirem ao show e acolher os sobrinhos. Todos acabam conhecendo namoradas, e fogem com elas para a fazenda após uma nova confusão. Expedito, querendo se vingar de Didi, convence os pais das moças de
que os Trapalhões as raptaram e os convencem a realizar uma expedição a fazenda, com o auxílio do delegado. Ao final, tudo é esclarecido e após se livrarem de Expedito, Dedé, Mussum, Zacarias e seus sobrinhos se casam com seus respectivos cônjuges, enquanto Joana engravida e  Didi ganha uma filha.

## Elenco
- Renato Aragão - Didi
- Dedé Santana - Dedé
- Mussum - Mussum
- Zacarias - Zacaria
- Nádia Lippi - Joana
- José de Abreu - Expedito
- Terezinha Elisa - Ivonete
- Marlene Silva - Regina
- Susana Mattos - Sônia
- Carlos Wilson - dono da lanchonete
  - dublado por André Luiz Chapéu
- Luciana Vendramini - Denise
- Patrícia Lucchesi - Ana
- Tatiana Delamare
- Helga Gahyva
- Afonso Nigro - ele mesmo (creditado como Grupo Dominó)
- Nill - ele mesmo (creditado como Grupo Dominó)
- Marcos Quintela - ele mesmo (creditado como Grupo Dominó)
- Marcelo Rodrigues - ele mesmo (creditado como Grupo Dominó)
- Gugu Liberato - ele mesmo
- Zezé Macedo - D. Marieta
- Roberto Lee - capanga de Expedito
- Samir Murad - capanga de Expedito
- Gladstone Arantes - Delegado
- Enéas Coutinho
- Gilson Antônio
- Bel Baptista
- Paulo Maradona
- Didou
- Baiaco
- Garrilha
- Bonifácio

## Recepção
Matheus Bonez em sua crítica para o Papo de Cinema destacou: "Didi Mocó e companhia levaram alegria a crianças de várias gerações, por anos, e suas produções cinematográficas são parte disso. Porém, é claro que nem sempre a fórmula deu certo, pois a graça dos Trapalhões era justamente seu pastiche, o humor espontâneo, o exagero nas piadas físicas. Em O Casamento dos Trapalhões, a produção tosca, assim digamos, dá lugar a técnicas mais apuradas, em todos os âmbitos: direção, fotografia, roteiro e montagem. A história é bem contada, tem seus momentos divertidos, mas, tirando o fato de termos o quarteto de sempre, não parece o que todos esperam da trupe. Chega até a ser sem graça."

## Música
- "O Casamento dos Trapalhões" - Os Trapalhões (de Michael Sullivan e Paulo Massadas)
- "Novas Vidas" (de Renato Aragão)
- "Alegria" - Os Trapalhões (de Michael Sullivan e Paulo Massadas)
- "Bruta Ansiedade" - Dominó
- "Amizade Dolorida" - Grupo Xarada
- "Estrada da Vida" - Milionário e Zé Rico
- "Rainha do Vale" - Tião Carreiro e Pardinho
- "Ginete de Rodeio" - César e Paulinho
- "Dodói" - Roberta Miranda
- "Desce do Potro" - Banda de Rodagem